# بالاچاندرا منون
بالاچاندرا منون (انگلیسی: Balachandra Menon؛ زادهٔ ۱۱ ژانویهٔ ۱۹۵۴) کارگردان فیلم، هنرپیشه، فیلم‌نامه‌نویس، و تهیه‌کننده فیلم اهل هند است. منون کارگردان ۴۰ فیلم و بازیگر بیش از ۱۰۰ فیلم بوده‌است.
از فیلم‌ها یا برنامه‌های تلویزیونی که وی در آن نقش داشته‌است می‌توان به ایزابلا، دسامبر و حقیقت اشاره کرد.
وی همچنین برندهٔ جوایزی همچون جایزه ملی فیلم بهترین بازیگر مرد و جایزه فیلم‌فیر جنوب بهترین بازیگر و بهترین کارگردان شده‌ است.